# آدام باکینگهام
آدام باکینگهام (به انگلیسی: Adam Buckingham) ژیمناست زادهٔ ۲۹ ژوئیهٔ ۱۹۸۸ میلادی اهل کشور بریتانیا است.